# 王
 (octobre 2020).
Si vous disposez d'ouvrages ou d'articles de référence ou si vous connaissez des sites web de qualité traitant du thème abordé ici, merci de compléter l'article en donnant les références utiles à sa vérifiabilité et en les liant à la section « Notes et références ».
王 (roi, empereur) est un idéogramme composé de 4 traits. Il est utilisé en tant que sinogramme et kanji japonais. Il fait partie des kyōiku kanji de 1re année.
En chinois, il se lit wáng en pinyin.
En japonais, il se lit オウ (ō) ou ノウ (-nō) en lecture on et  en lecture kun.
Son caractère Unicode est 738B.

## Nom de famille
王 est un nom de famille chinois courant. Les personnes portant ce nom sont généralement appelées Wang en Occident d'après la prononciation en mandarin. Sa prononciation en cantonnais donne par ailleurs une des formes du nom Wong (en) porté notamment à Hong Kong[réf. souhaitée].